# Middleton Stoney
Middleton Stoney is een civil parish in het bestuurlijke gebied Cherwell, in het Engelse graafschap Oxfordshire met 331 inwoners.